# Pingling
Pingling (kinesiska: 平陵) är ett stadsdelsdistrikt i sydöstra Kina. Det ligger i Longmen härad i staden Huizhou i provinsen Guangdong, omkring 120 kilometer nordost om provinshuvudstaden Guangzhou. Antalet invånare är 36 533. Befolkningen består av 17 645 kvinnor och 18 888 män. Barn under 15 år utgör 21,0 %, vuxna 15-64 år 68 %, och äldre över 65 år 9,0 %.